# Анабел 2: Стварање зла
Анабел 2: Стварање зла (енгл. Annabelle: Creation) је амерички хорор филм из 2017. режисера Дејвида Сандберга, преднаставак Анабел из 2014. и 4. филм у серијалу Призивање зла. Главне улоге тумаче: Стефани Сигман, Талита Бејтман, Ентони Лапаља и Миранда Ото. Већи део радње филма смештен је 12 година пре првог дела, док крај приказује почетак првог филма, само из другог угла. Пошто филм дели последње сцене са својим претходником, већина главних ликова из првог дела имају камео улогу.
У овом делу се приказује настанак уклете лутке, као и трагична судбина породице човека који ју је направио.
Филм је добио помешане и претежно позитивне критике, далеко боље од свог претходника и на сајтовима Rotten Tomatoes и IMDb, тренутно има најбоље оцене од свих спин-офова из серијала, али ипак далеко слабије од два централна филма (Призивање зла 1 и Призивање зла 2). Захваљујући заради која је чак 20 пута већа од буџета, који је износио 15 милиона долара, филм је само погурао даљи успех серијала, који већ четврту годину заредом објављује нови успешан филм, а тај успех ће се проширити и на наредне три године.
Поред повезаности са првим делом, филм је повезан и са осталим остварењима из серијала, па тако Валак, којој је посвећен филм Опатица из пакла, а појављује се и у Призивању зла 2, има камео улогу.
Наставак, Анабел 3: Повратак кући, имао је светску премијеру 26. јуна 2019. Радња је смештена након догађаја из првог филма и паралелно дешавањима из Призивања зла 1, и Патрик Вилсон и Вера Фармига се враћају у улоге Еда и Лорејн Ворен

## Радња
Године 1943, луткар, Семјуел Мулинс, направио је лутку са две дуге кике, у белој хаљини са црвеним машнама. Истог дана, његову седмогодишњу ћерку Анабел, прегазио је ауто, оставивши га у жалости са супругом Естер.
12 година касније, Мулинс у своју раскошну кућу прима часну сестру Шарлот са 6 девојчица из сиротишта. Џенис, једна од девојчица која има проблема са кретањем, суочава се са натприродним појавама које потичу из просторије у којој је лутка скривена.

## Улоге
| Глумац                       | Улога                        |
| ---------------------------- | ---------------------------- |
| Стефани Сигман               | сестра Шарлот                |
| Талита Бејтман               | Џенис                        |
| Лулу Вилсон                  | Линда                        |
| Ентони Лапаља                | Семјуел Мулинс               |
| Миранда Ото                  | Естер Мулинс                 |
| Грејс Фултон                 | Керол                        |
| Филипа Култард               | Ненси                        |
| Самара Ли                    | Анабела „Би” Мулинс          |
| Тајлер Бак                   | Кејт                         |
| Лу Лу Сафран                 | Тирни                        |
| Марк Брамхол                 | отац Маси                    |
| Адам Бартли                  | полицајац Фулер              |
| Лота Лостен                  | агент за усвајање            |
| Џозеф Бишара Фред Татаскиоре | демон Анабеле                |
| Три Отул                     | одрасла Џенис Анабела Хигинс |
| Бони Аронс                   | Валак                        |
| Анабела Волис                | Миа Форм                     |
| Вард Хортон                  | Џон Форм                     |